# 심춘택
심춘택(沈春澤, 1914년 11월 16일 ~ 2001년 5월 1일, 충남 공주)은 대한민국의 기초단체장이었다.

## 생애
- 1961년 7월 16일 ~ 1964년 7월 18일 : 제7대 충청남도 아산군수[1]
- 1964년 7월 18일 ~ 1966년 5월 18일 : 제15대 충청남도 공주군수[2]
- 1969년 7월 11일 ~ 1970년 3월 5일 : 제13대 충청남도 부여군수[3]
- 대전직할시 부시장

## 가계
- 13대조 : 심달원
- 12대조 : 심전
- 11대조 : 심우준
- 10대조 : 심서
- 9대조 : 심광위
- 8대조 : 심영
- 7대조 : 심득로
- 6대조 : 심창종
- 5대조 : 심명석
- 고조부 : 심갑
- 증조부 : 심상지
- 할아버지 : 심능기
- 숙부 : 심의찬
  - 양자(본인) : 심춘택 - 아산군수, 공주군수, 부여군수
    - 장남 : 심상수 - 은행지점장
    - 차남 : 심상현 - 진흥기업 이사
    - 3남 : 심상정 - 건축사
    - 4남 : 심상영 - 부익양행 이사
    - 5남 : 심상준 - 헤스트시스템 이사
- 아버지 : 심의소 - 충청남도 내무국장
  - 본인 : 심춘택 - 숙부 심의찬에게 양자로 입양됨
  - 동생 : 심하택 - 은행지점장
    - 조카 : 심상원 - 쌍용 뉴욕지점장

  - 동생 : 심운택 - 육군 중령, 충남대학교 의과대학 학장, 충남대학교 보건대학원 원장, 대덕대학교 학교법인 창성학원 이사장
    - 조카 : 심상일 - 의사
    - 조카 : 심상구 - KBS PD

  - 동생 : 심기택 - 의류산업 부회장
    - 조카 : 심상백 - 의사